# خواهر ماری (فیلم)
خواهر ماری به انگلیسی: (sister Mary) فیلمی آمریکایی با ژانر موزیکال و کمدی می‌باشد. کارگردان و نویسنده این فیلم اسکات گرنک می‌باشد. آنتونی استیون کالونیتیس معروف به آنت، جیمز والو، بروس ویلانچ، جودی تنوتا، برنت کوریگان و شون کوینلان از بازیگران این فیلم می‌باشند. خواهر ماری از دسته فیلم‌های کمدی سیاه است.